# Tarja Cronberg
Tarja Anneli Cronberg, född 29 juni 1943 i Helsingfors, är en finländsk politiker. Hon var partiledare för Gröna förbundet 2005-09 och Finlands arbetsminister 2007–09. Hon var ledamot av Finlands riksdag 2003-07. År 2011 efterträdde hon Heidi Hautala som ledamot av Europaparlamentet.
Finlands yrkeskvinnors förbund utnämnde henne till Årets kvinna 2004.

## Biografi
Tarja Mattila växte upp i Helsingfors.

### Utbildning
- Civilingenjörsexamen från kemisektionen vid Tekniska högskolan i Helsingfors, 1968.
- Teknologie doktor i arkitektur vid Lunds Universitet, 1973.
- Kurs för planerare vid Nordiska institutet för stadsplanering,[8] 1976.
- Technology in everyday life, från Copenhagen Business School, 1988.

Cronberg talar sju språk: Finska, danska, svenska, engelska, tyska, franska och ryska.

### Arbetsliv
Cronberg hade ett starkt intresse för boendefrågor, teknikutveckling och planering utifrån ett kvinnoperspektiv. Hon har arbetat på:
 * Planverket
  * Konsumentverket i Sverige.
 * FN:s Centre for Housing, Building, and Planning i New York.
 * Det danska byggforskningsinstitutet i Köpenhamn.
Efter kurs för planerare skrev Cronberg flera böcker om bostadsplanering, som utgavs av det nybildade Sekretariatet för framtidsstudier.
Cronberg var landskapsdirektör i Norra Karelen 1993 – 2001 med ansvar för ekonomisk och social utveckling.

## Politisk karriär
Cronberg var ledamot av Finlands riksdag 2003-07. Hon blev partiledare för Gröna förbundet 2005  och var Finlands arbetsminister 2007–09. 
År 2011 efterträdde hon Heidi Hautala som ledamot av Europaparlamentet.

### Europaparlamentet
Cronberg var ledamot av Europaparlamentet mellan 2011 och 2014 och ordförande i delegationen för kontakter med Iran. 
Hon blev därefter medlem av European Leadership Network. 

### Fredsarbete
Cronberg var direktör för Copenhagen Peace Research Institute 2001-2003 och ansluten medlem i SIPRI I april 2016 publicerades hennes rapport The great balancing act: EU policy choices during the implementation of the Iran deal

## Utmärkelser
- Militärens förtjänstmedalj,  4 juni 2006[4]
- Kommendörstecknet av Finlands Vita Ros’ orden,  6 december 2008[5]
- Kommendör av Dannebrogorden[6]

[Redigera Wikidata]